# DCLXVI: To Ride Shoot Straight and Speak the Truth
Albums de Entombed
Wolverine Blues
(1993) Same Difference
(1999)
DCLXVI: To Ride Shoot Straight and Speak the Truth est le quatrième album studio du groupe de Death metal suédois Entombed. L'album est sorti en 1997 sous le label Threeman Recordings.
DCLXVI veut dire 666 en chiffres Romains.
Le titre To Ride, Shoot Straight and Speak the Truth fait partie de la bande son du jeu vidéo Tony Hawks Underground.
Le magazine de Metal Metal Hammer a considéré cet album comme étant l'album numéro deux de l'année 1997.
La version limitée de cet album inclut un CD supplémentaire intitulé Family Favourites, contenant quatre reprises de groupe ayant influencé la musique de Entombed.

## Musiciens
- Lars Göran Petrov - chant
- Monster Cederlund - guitare
- Alex Hellid - guitare
- Jörgen Sandström - basse
- Nicke Andersson - batterie

## Liste des morceaux
1. To Ride, Shoot Straight and Speak the Truth – 3:11
2. Like This with the Devil – 2:12
3. Lights Out – 3:36
4. Wound – 2:44
5. They – 4:06
6. Somewhat Peculiar – 3:20
7. DCLXVI – 1:44
8. Parasight – 2:50
9. Damn Deal Done – 3:25
10. Put Me Out – 2:25
11. Just as Sad – 1:52
12. Boats – 3:07
13. Uffe's Horrorshow – 1:19
14. Wreckage – 4:01

### Family Favourites
1. Kick out the Jams – 2:49 (reprise de MC5)
2. 21st Century Schizoid Man – 3:19 (reprise de King Crimson)
3. Bursting Out – 3:43 (reprise de Venom)
4. Under the Sun – 5:45 (reprise de Black Sabbath)